# Championnat de Maurice de football 1995-1996
Navigation
Saison précédente Saison suivante
La saison 1995-1996 de Barclays League est la cinquante-quatrième édition de la première division mauricienne. Les douze meilleures équipes du pays s'affrontent en matchs simple au sein d'une poule unique. À la fin du championnat, le dernier du classement est relégué et remplacé par la meilleure équipe de deuxième division. 
C'est le club de Sunrise Flacq United qui a été sacré champion de Maurice pour la septième fois de son histoire. Il termine en tête du classement final du championnat, en gagnant tous ses matchs (22 victoires sur 22) avec seize points d'avance sur le  Fire Brigade SC.

Sunrise Flacq United se qualifie pour la Ligue des champions de la CAF 1997.

## Les équipes participantes
| - Sunrise Flacq United - Fire Brigade SC - Cadets Club - Curepipe Cosmos - Scouts Club - Promu de D2 - Faucon Noir - Promu de D2 | - Roche-Bois Boy Scouts - Olympique de l'Ouest - Police Club - Maurice Espoir (les moins de 21 ans) - Mahébourg United - Promu de D2 - Saint-Martin - Promu de D2 |

## Classement
Le classement est établi sur le barème de points classique (victoire à 2 points, match nul à 1, défaite à 0).
| Rang | Équipe                       | Pts | J  | G  | N | P  | Bp | Bc | Diff |
| ---- | ---------------------------- | --- | -- | -- | - | -- | -- | -- | ---- |
| 1    | Sunrise Flacq United (T) (C) | 66  | 22 | 22 | 0 | 0  | 79 | 13 | +66  |
| 2    | Fire Brigade SC              | 50  | 22 | 16 | 2 | 4  | 57 | 21 | +36  |
| 3    | Cadets Club                  | 41  | 22 | 12 | 5 | 5  | 38 | 23 | +15  |
| 4    | Faucon Noir (P)              | 31  | 22 | 8  | 7 | 7  | 33 | 51 | -18  |
| 5    | Scouts Club Port-Louis (P)   | 29  | 22 | 8  | 5 | 9  | 37 | 30 | +7   |
| 6    | Maurice Espoir               | 28  | 22 | 8  | 4 | 10 | 20 | 21 | -1   |
| 7    | Curepipe Cosmos              | 27  | 22 | 7  | 6 | 9  | 36 | 40 | -4   |
| 8    | Police Club                  | 25  | 22 | 7  | 4 | 11 | 28 | 31 | -3   |
| 9    | Olympique de l'Ouest         | 25  | 22 | 6  | 7 | 9  | 22 | 31 | -9   |
| 10   | Mahébourg United (P)         | 24  | 22 | 6  | 6 | 10 | 20 | 33 | -13  |
| 11   | Roche-Bois Boy Scouts        | 14  | 22 | 3  | 5 | 14 | 12 | 44 | -32  |
| 12   | Saint-Martin (P)             | 9   | 22 | 2  | 3 | 17 | 12 | 56 | -44  |

| Légende : Qualifications et relégations | Légende : Qualifications et relégations                                        |
| --------------------------------------- | ------------------------------------------------------------------------------ |
|                                         | Qualification pour la Ligue des champions de la CAF 1997                       |
|                                         | Qualification pour la Coupe d'Afrique des vainqueurs de coupe de football 1997 |
|                                         | Relégué en deuxième division                                                   |
|                                         | (T) : Tenant du titre (C) : Vainqueur de la Coupe de Maurice (P) : Prome de D2 |

## Bilan de la saison
| Championnat de Maurice de football 1995-1996             |                                 |
| Champion                                                 | Sunrise Flacq United (7e titre) |
| Coupes et trophées                                       |                                 |
| Vainqueur de la Coupe de Maurice 1995-1996               | Sunrise Flacq United            |
| Qualifications continentales                             |                                 |
| Ligue des champions de la CAF 1997                       | Sunrise Flacq United            |
| Coupe d'Afrique des vainqueurs de coupe de football 1997 | Scouts Club                     |
| Promotions et relégations                                |                                 |
| Promus en Barclays League                                | Sainte-Brigitte                 |
| Relégués en First League                                 | Saint-Martin                    |
| Relégués en First League                                 | Mahébourg United                |